# Crni jasen
Crni jasen (lat. Fraxinus ornus) je vrsta jasena koja obitava od južne Europe do jugozapadne Azije. 
Stanište mu se proteže od mora do duboko kontinentalnih predjela, najčešće nastanuje jasenove i crnikine šume. Njegova staništa su suha. Može živjeti na područjima i do 1200 metara nadmorske visine. Često se uzgaja kao ukrasno drvo. 

## Opis
Crni jasen je raste u obliku bjelogoričnog drveta. Korijen mu je dosta razgranat i plitak. Visina stabla se najčešće kreće oko 8 metara, ali može narasti i do dvadesetak metara. Promjer stabla je oko 1 metar. Kora je tanka, sive boje, a u starosti pri dnu donekle ispuca. Pupoljci su blijedo ružičasto-smeđe do sivkasto-smeđe boje. 
Na ograncima su smješteni neparno-perasti listovi dugi 20-30 centimetara, izgrađeni od 5 do 9 jajolikih ili elipsastih listića čiji je rub pilasto nazubljen. Cvjetovi jasena su skupljeni u metličaste cvatove duge do dvadesetak centimetara, te jako neugodno mirišu. Kremaste su boje. Plodovi dozrijevaju u rujnu. To su oko tri centimetra duge smeđe ahenije. 
Crni jasen cvjeta početkom svibnja. Cvjetanje i listanje odvija se istodobno.
- Ilustracija
- Stablo, Arboretum Main-Taunus, Njemačka
- Lišće i plodovi
- Rascvjetane grane
- kora crnog jasena

## Vanjske poveznice
|  | Zajednički poslužitelj ima stranicu o temi Fraxinus ornus    |
|  | Zajednički poslužitelj ima još gradiva o temi Fraxinus ornus |
|  | Wikivrste imaju podatke o taksonu Fraxinus ornus             |